# Bom Jesus Esporte Clube
Bom Jesus Esporte Clube é um clube brasileiro de futebol, sediado na cidade de Bom Jesus de Goiás, no estado de Goiás.
O Bom Jesus EC, disputou seu primeiro campeonato profissional no ano de sua fundação em 1995 e logo de início já se sagrou campeão da segunda divisão. Passou então a partir de 1997 (em 1996 tinha direito a disputar a primeira divisão, mas por falta de verbas desistiu voltando em 1997) a participar da primeira divisão até o ano de 1999. No ano de 2000 disputou a segunda divisão. Teve suas atividades paralisadas de 2001 até 2014, sendo que em 2015 participou da Terceira Divisão goiana de profissionais. Em 2016 não participou de nenhuma atividade profissional, voltado em 2017 quando ficou em quarto lugar na terceira divisão onde contou com a participação de 11 equipes.

## Títulos
| Estaduais | Estaduais                             | Estaduais | Estaduais  |
|           | Competição                            | Títulos   | Temporadas |
| --------- | ------------------------------------- | --------- | ---------- |
|           | Campeonato Goiano - Divisão de Acesso | 1         | 1995       |

## Estádio
O time do Bom Jesus Esporte Clube atua seus jogos no estádio Gilmar Alves de Oliveira quando tem um mais importante atua no Estádio Divino Garcia Rosa de Goiatuba Goiás ou no Estádio Municipal Juscelino Kubitschek em Itumbiara Goiás.
1. ↑  Portal Esportivo. «Bom Jesus EC já tem treinador para a terceira divisão goiana». Consultado em 11 de agosto de 2025